# Синдром Ларона
Синдро́м Ларо́на (ка́рликовость Ларона; гипофиза́рная ка́рликовость, тип II; дефект рецепторов СТГ) — наследственное заболевание с аутосомно-рецессивным типом наследования — своеобразная разновидность карликовости (низкорослости), обусловленная врождённым дефектом гена рецептора соматотропного гормона (СТГ), приводящим к нечувствительности периферических тканей к действию гормона роста. Резистентность к ИФР-1 выявлена у африканских пигмеев.

## История
Нечувствительность к действию гормона роста впервые описана израильским учёным Цви Лароном и соавторами в 1966 году на основе наблюдений, собранных с 1958 года. С тех пор нечувствительность к действию СТГ, характеризующуюся грубым нарушением процессов роста на фоне нормального уровня гормона роста в плазме крови, называют синдром Ларона.
Три первых пациента, у которых было диагностировано данное заболевание, были членами одной израильской семьи выходцев из Йемена, после чего в течение двух лет было выявлено ещё 19 случаев среди евреев ближневосточного происхождения. С тех пор большинство пациентов с синдромом Ларона составляют выходцы с семитского Ближнего Востока или из Средиземноморья (почти половину — сефардские и ближневосточные евреи), а также с Индийского субконтинента.

## Этиология и патогенез
Карликовость Ларона обусловлена дефектами гена расположенных в клетках печени рецептора СТГ (гормона роста) или (реже) дефектами гена СТГ — даже при повышенном уровне гормона роста в плазме крови его действие на клетки-мишени резко ослаблено.
У здорового человека гормон роста стимулирует секрецию инсулиноподобного фактора роста (ИФР), который в частности стимулирует рост тканей. У карликов содержание ИФР снижено, что как оказалось, является причиной того, что у людей с синдромом Ларона не развиваются раковые опухоли. Проведенные эксперименты показали, что разрывы ДНК в клетках, которые нередко становятся причиной развития опухолей, у карликов происходят значительно реже, а главное такие клетки совершают апоптоз (самоуничтожение). Когда же в кровь карликов добавили ИФР, то клетки стали в ней менее подвержены апоптозу.
Люди с синдромом Ларона не страдают диабетом, однако причина этого пока до конца не ясна.
Средний рост мужчин около 130 см, женщин — 120 см.

## Клиническая картина
Пациенты рождаются с нормальной или уменьшенной длиной тела, дефицита массы нет. С возрастом степень задержки роста нарастает, прогрессирует избыток массы тела. «Кукольное» лицо, малый рост, лёгкое ожирение, высокий голос создают облик купидона. Половое развитие задержано, происходит спонтанно, пациенты фертильны. Интеллект сохранён. Поздние сроки оссификации скелета и прорезывания зубов. Симптомокомплекс: пропорциональная задержка роста, «кукольное» лицо, гиперсоматотропинемия, резистентность к СТГ. Характерна диссоциация между высоким уровнем СТГ и низкой концентрацией соматомединов. Введение гормона роста не вызывает стимуляции роста.

## Диагностика
Обычно наблюдается значительное замедление скорости роста и снижение уровней СТГ-связывающего белка, ИФР-1 и ИФР-связывающего белка типа 3.
Лабораторно определяется значительное повышение уровня СТГ в плазме крови.

## Лечение
Лечение препаратами гормона роста, как правило, безрезультатно. Предполагают, что для лечения можно использовать ИФР-1.

## Упоминания в популярной культуре
- Документальный фильм Натальи Кадыровой Тропик Анти-Рака (25 мин., 2014)
- Веб-комикс Freefall
- Документальный фильм Майкла Мосли, BBC Есть, голодать, жить дольше
- Художественный фильм «Дитя тьмы»
- Упоминание в сериале «По колено», 9 серия 1 сезона